# 2. Inline-Skaterhockey-Bundesliga 2015
Die Saison 2015 ist die aktuelle Spielzeit der zweithöchsten Liga im deutschen Inline-Skaterhockey. Es nahmen 15 Mannschaften an der von der ISHD organisierten Liga teil.

## Teilnehmer

### 2. Bundesliga Nord
| Klub                    | Standort           | Vorjahr    |
| ----------------------- | ------------------ | ---------- |
| Sauerland Steel Bulls   | Lüdenscheid        | 6.         |
| Kassel Wizards          | Baunatal           | 2.         |
| Rostocker Nasenbären    | Rostock            | 7.         |
| Langenfeld Devils       | Langenfeld         | 4. (Süd)   |
| MSC Mambas              | Menden (Sauerland) | Aufsteiger |
| ERC Hannover Hurricanez | Hannover           | 4.         |
| Commanders Velbert      | Velbert            | 5. (Süd)   |

### 2. Bundesliga Süd
| Klub                      | Standort      | Vorjahr    |
| ------------------------- | ------------- | ---------- |
| Deggendorf Pflanz         | Deggendorf    | 7.         |
| IHC Atting                | Straubing     | Absteiger  |
| Badgers Spaichingen       | Spaichingen   | 5.         |
| Freiburg Beasts           | Freiburg      | 3.         |
| Crefelder SC              | Krefeld       | Absteiger  |
| Bockumer Bulldogs         | Krefeld       | 6.         |
| HC Merdingen              | Merdingen     | Aufsteiger |
| TSV Schwabmünchen Mammuts | Schwabmünchen | 2.         |